# Бупендза, Аарон
Аарон Салем Бупендза Поцци (фр. Aaron Salem Boupendza Pozzi; 7 августа 1996, Моанда, Верхнее Огове — 16 апреля 2025, Ханчжоу) — габонский футболист, нападающий, выступал за сборную Габона.

## Биография

### Клубная карьера
Бупендза начал профессиональную карьеру в клубе «Мунана». В 2016 году перешёл во французский «Бордо», где для получения игровой практики выступал за дублирующий состав. В августе 2017 года Аарон был арендован клубом «По» из Лиги 3, где по окончании сезона стал лучшим бомбардиром чемпионата с 15 голами. В июле 2018 года Бупендза на правах аренды перешёл в «Газелек». 20 июля в матче против «Парижа» он дебютировал в Лиге 2. В том же году Аарон также играл на правах аренды за «Тур».
В июле 2019 года Бупендза был арендован португальским «Фейренсе». 11 августа в матче против «Вилафранкенсе» он дебютировал в Сегунде.
В августе 2020 года Бупендза на правах свободного агента подписал контракт с турецким клубом «Хатайспор». 26 сентября в матче против «Касымпаши» он дебютировал в турецкой Суперлиге. 22 ноября в поединке против «Ризеспора» Аарон забил свой первый гол за «Хатайспор». 29 декабря в матче против «Антальяспора» он сделал «покер». По итогам сезона 2020/21 Бупендза стал лучшим бомбардиром Суперлиги с 22 голами.
В августе 2021 года Бупендза перешёл в клуб чемпионата Катара «Аль-Араби».
9 августа 2022 года Бупендза подписал трёхлетний контракт с клубом чемпионата Саудовской Аравии «Аш-Шабаб».
13 июня 2023 года было объявлено о переходе Бупендзы в клуб MLS «Цинциннати» после открытия трансферного окна 5 июля. Игрок подписал с клубом контракт по правилу назначенного игрока до конца сезона 2025 с опциями продления на сезоны 2026 и 2027. В американской лиге он дебютировал 15 июля в матче против «Нэшвилла», в котором, выйдя на замену на 75-й минуте вместо Сержио Сантоса, на 90+9-й минуте забил гол.

### Международная карьера
10 января 2016 года в товарищеском матче против сборной Уганды Бупендза дебютировал за сборную Габона. 20 января в поединке чемпионата африканских наций против сборной Руанды он забил свой первый гол за национальную команду. Бупендза был включён в состав сборной Габона на Кубок африканских наций 2021.

#### Голы за сборную Габона
| #   | Дата            | Место                                           | Противник    | Счёт | Результат | Соревнование                     |
| --- | --------------- | ----------------------------------------------- | ------------ | ---- | --------- | -------------------------------- |
| 01. | 20 января 2016  | Руанда, Кигали, «Амахоро»                       | Руанда       | 2:1  | 2:1       | Чемпионат африканских наций 2016 |
| 02. | 15 октября 2019 | Марокко, Танжер, «Стад Ибн Батута»              | Марокко      | 2:1  | 3:1       | Товарищеский матч                |
| 03. | 17 ноября 2019  | Габон, Франсвиль, «Стад де Франсвиль»           | Ангола       | 2:1  | 3:1       | КАН 2021 (квалификация)          |
| 04. | 25 марта 2021   | Габон, Франсвиль, «Стад де Франсвиль»           | ДР Конго     | 1:0  | 3:0       | КАН 2021 (квалификация)          |
| 05. | 10 января 2022  | Камерун, Яунде, «Стад Ахмаду Ахиджо»            | Коморы       | 1:0  | 1:0       | КАН 2021                         |
| 06. | 17 ноября 2022  | Турция, Анталья, «Атилла Вехби Конук Тесислери» | Гвинея-Бисау | 1:0  | 3:1       | Товарищеский матч                |
| 07. | 17 ноября 2022  | Турция, Анталья, «Атилла Вехби Конук Тесислери» | Гвинея-Бисау | 2:0  | 3:1       | Товарищеский матч                |
| 08. | 17 октября 2023 | Португалия, Алгарви, «Алгарве»                  | Гвинея       | 1:0  | 1:1       | Товарищеский матч                |

### Смерть
Аарон Бупендза погиб 16 апреля 2025 года в Китае в результате падения с 11-го этажа где находилась его квартира. Точная причина падения неизвестна, но предполагается, что падение произошло в результате суицида или несчастного случая. Также есть версия об убийстве Аарона братом во время ссоры, так как его брат находился в квартире Аарона. Незадолго до смерти, Аарон отсутствовал на последней тренировке «Чжэцзяна Профешнл». Представители клуба пытались связаться с ним, но он не отвечал на сообщения и звонки.

## Достижения
Индивидуальные
- Лучший бомбардир чемпионата Турции: 2020/21 (22 мяча)